# بوبي كارتر
بوبي كارتر (بالإنجليزية: Bobby Carter)‏ هو سياسي أمريكي، ولد في 7 أكتوبر 1939 في مقاطعة سكوت في الولايات المتحدة، وتوفي في 5 يناير 2015 بسبب تصلب متعدد. حزبياً، نشط في الحزب الجمهوري. وقد انتخب عضو مجلس ولاية تينيسي.